# آزادراه ام۲۷

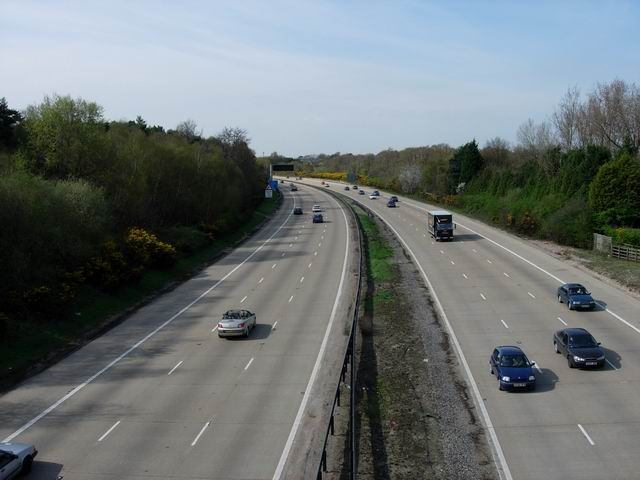
آزادراه ام۲۷

آزادراه ام۲۷ (به انگلیسی: M27 motorway) یک آزادراه در کشور انگلستان است.
این آزادراه که در شهر کادنام شروع میشود و ۴۰.۲ کیلومتر (۲۵ مایل) مسافت دارد و از شهرهای ساوت‌همپتون، فارهام، پورتسموث، رینگوود، بورنموث، سالزبری، وینچستر، چیچستر، برایتون عبور میکند.